# 쌍룡역 (영월)
쌍룡역(Ssangnyong station, 雙龍驛)은 강원특별자치도 영월군 한반도면 쌍용리에 위치한 태백선의 철도역이다.
총 4회 정차하며, 쌍용양회공업의 시멘트 공장이 있다. 쌍용그룹이라는 이름이 이 역의 지역명인 영월군 쌍용리에서 유래한 것이다.

## 역명 유래
쌍용양회공장 채석장 위치에 2개의 굴이 있어 쌍용굴이라 하였고 이로 인해 쌍용이라 하게 되었다.

## 연혁
- 1953년 10월 1일 : 보통역으로 영업 개시[2]
- 1986년 12월 15일 : 사무관역 승격
- 1993년 4월 10일 : 소화물취급 중지[3]
- 1995년 12월 25일 : 현재의 역사 준공
- 2013년 11월 14일 : 제천 기점 18.3km로 변경[4]
- 2020년 3월 2일 : 누리로 운행 개시
- 일자불명: 철도승차권 단말기 철거

### 승강장
| ↑제천   |
| １２ \| |
| 영월↓   |

| 1 | 태백선 | 무궁화호 누리로 | 원주 · 용문 · 양평 · 청량리 방면 |
| 2 | 태백선 | 무궁화호 누리로 | 영월 · 태백 · 동해 방면          |

## 인접한 역
| 태백선           | 태백선                 | 태백선         |
| ---------------- | ---------------------- | -------------- |
| 제천 청량리 방면 | 무궁화 영동선 · 태백선 | 영월 동해 방면 |

## 참고 문헌
1. ↑  제천방면 3회와 영월방면 1회 정차한다.
2. ↑  대한민국관보 교통부고시제307호, 1953년 9월 30일
3. ↑  대한민국관보 철도청고시제1993-16호, 1993년 3월 27일
4. ↑  국토교통부고시 제2013-601호 , 2013년 10월 17일.